# Chancellor Lakes
Die Chancellor Lakes sind zwei kleine Seen nahe der Scott-Küste im ostantarktischen Viktorialand. In der Royal Society Range liegen sie unweit der Gipfelkrone eines Gebirgskamms nördlich des Walcott-Gletschers.
Teilnehmer einer von 1960 bis 1961 dauernden Kampagne im Rahmen der Victoria University of Wellington Antarctic Expeditions benannten sie zu Ehren des Kanzlers der Victoria University of Wellington.